# オハナ
オハナ（ハワイ語: ʻohana）は、ハワイ語で、広義の「家族」に相当する概念。ただし、オハナは、血縁関係がない者も含んだ意味での「家族」を意味するという点や、世代を超えて永々と続くという捉え方が強調される点に特徴があり、英語の「family」などと単純に同一視すべきではない概念であるとされる。
オハナは、もともと経済的に結び付き、精神的にも支え合う互助の関係にある血縁者、親戚の集合体を指していたとされるが、それが、血縁以外の親しい関係にある者などまで含む形に拡張される、また、そうした家族的絆を支える精神を意味するとも説明される。
ディズニーのアニメーション映画『リロ・アンド・スティッチ』や以降の関連作品では、オハナが重要なキーワードとしてしばしば用いられる。
オハナは、ハワイ語の単語として比較的よく知られており、ハワイに関わる店舗の名称などに用いられることがよくある。また、ハワイアン・レストランなどにおいて、従業員を「オハナ」と称することがある。

## オハナ・ユニット
現代のハワイにおける不動産業界の用語としての「オハナ・ユニット (ʻohana unit)」は、セカンダリー・ユニットの一種。独立した家屋の一部、あるいは、同じ敷地内の独立した離れの家屋で、不特定の他人に賃貸に出すことはできないが、親族には賃貸できるユニットのことである。